# Lake Elsinore
Lake Elsinore és una població dels Estats Units a l'estat de Califòrnia. Segons el cens del 2009 tenia 50.267 habitants.

## Demografia
Segons el cens del 2000, Lake Elsinore tenia 28.928 habitants, 8.817 habitatges, i 6.877 famílies. La densitat de població era de 330,4 habitants/km².
Dels 8.817 habitatges en un 49,2% hi vivien nens de menys de 18 anys, en un 57,5% hi vivien parelles casades, en un 13,8% dones solteres, i en un 22% no eren unitats familiars. En el 16,2% dels habitatges hi vivien persones soles el 5,5% de les quals corresponia a persones de 65 anys o més que vivien soles. El nombre mitjà de persones vivint en cada habitatge era de 3,27 i el nombre mitjà de persones que vivien en cada família era de 3,66.
Per edats la població es repartia de la següent manera: un 36% tenia menys de 18 anys, un 9,3% entre 18 i 24, un 32% entre 25 i 44, un 16% de 45 a 60 i un 6,7% 65 anys o més.
L'edat mediana era de 29 anys. Per cada 100 dones de 18 o més anys hi havia 96,5 homes.
La renda mediana per habitatge era de 41.884 $ i la renda mediana per família de 47.563 $. Els homes tenien una renda mediana de 41.692 $ mentre que les dones 26.555 $. La renda per capita de la població era de 15.413 $. Entorn del 14,7% de les famílies i el 17% de la població estaven per davall del llindar de pobresa.

## Poblacions més properes
El següent diagrama mostra les poblacions més properes.